# 김민기 (1990년)
김민기(한국 한자: 金珉基, 1990년 6월 21일 ~ )는 대한민국의 축구선수이다. 대한축구협회 우수선수 해외유학 프로젝트 출신이다.

## 참고 자료
- KFA 유소년 축구 유학 출신, 김민기 홍콩 프리미어리그 진출